# Saison 2021 de l'équipe cycliste Ineos Grenadiers
La saison 2021 de l'Équipe cycliste Ineos Grenadiers est la douzième de cette équipe. 

## Coureurs et encadrement technique

### Arrivées et départs
| Coureur         | Provenance       | Durée contrat |
| --------------- | ---------------- | ------------- |
| Laurens De Plus | Jumbo-Visma      | 2021-2023     |
| Daniel Martínez | EF Pro Cycling   | 2021          |
| Tom Pidcock     | Wiggins Le Col   | 2021-2023     |
| Richie Porte    | Trek-Segafredo   | 2021          |
| Adam Yates      | Mitchelton-Scott | 2021-2022     |

| Coureur             | Nouvelle équipe        | Durée contrat |
| ------------------- | ---------------------- | ------------- |
| Christopher Froome  | Israel Start-Up Nation | 2021          |
| Vasil Kiryienka     | Retraite               |               |
| Christian Knees     | Retraite               |               |
| Christopher Lawless | Total Direct Énergie   | 2021          |
| Ian Stannard        | Retraite               |               |

### Effectif actuel
| Coureur              | Date de Nais.               | Equipe en 2020   | Cont. |
| -------------------- | --------------------------- | ---------------- | ----- |
| Andrey Amador        | 29 août 1986 (35 ans)       | Ineos Grenadiers | 2022  |
| Leonardo Basso       | 25 décembre 1993 (28 ans)   | Ineos Grenadiers | 2021  |
| Egan Bernal          | 13 janvier 1997 (24 ans)    | Ineos Grenadiers | 2023  |
| Richard Carapaz      | 29 mai 1993 (28 ans)        | Ineos Grenadiers | 2022  |
| Jonathan Castroviejo | 27 avril 1987 (34 ans)      | Ineos Grenadiers | 2021  |
| Laurens De Plus      | 4 septembre 1995 (26 ans)   | Jumbo-Visma      | 2023  |
| Rohan Dennis         | 28 mai 1990 (31 ans)        | Ineos Grenadiers | 2021  |
| Owain Doull          | 2 mai 1993 (28 ans)         | Ineos Grenadiers | 2021  |
| Eddie Dunbar         | 1er septembre 1996 (25 ans) | Ineos Grenadiers | 2022  |
| Filippo Ganna        | 25 juillet 1996 (25 ans)    | Ineos Grenadiers | 2023  |
| Tao Geoghegan Hart   | 30 mars 1995 (26 ans)       | Ineos Grenadiers | 2023  |
| Michał Gołaś         | 29 avril 1984 (37 ans)      | Ineos Grenadiers | 2021  |
| Ethan Hayter         | 18 septembre 1998 (23 ans)  | Ineos Grenadiers | 2022  |
| Sebastián Henao      | 5 août 1993 (28 ans)        | Ineos Grenadiers | 2021  |
| Michał Kwiatkowski   | 2 juin 1990 (31 ans)        | Ineos Grenadiers | 2023  |
| Daniel Martínez      | 25 avril 1996 (25 ans)      | EF Pro Cycling   | 2022  |

| Coureur          | Date de Nais.             | Equipe en 2020   | Cont. |
| ---------------- | ------------------------- | ---------------- | ----- |
| Gianni Moscon    | 20 avril 1994 (27 ans)    | Ineos Grenadiers | 2021  |
| Jhonatan Narváez | 4 mars 1997 (24 ans)      | Ineos Grenadiers | 2021  |
| Tom Pidcock      | 30 juillet 1999 (22 ans)  | Trinity Racing   | 2023  |
| Luke Plapp       | 25 décembre 2000 (21 ans) | Néo-pro          | 2024  |
| Richie Porte     | 30 janvier 1985 (36 ans)  | Trek-Segafredo   | 2022  |
| Salvatore Puccio | 31 août 1989 (32 ans)     | Ineos Grenadiers | 2021  |
| Brandon Rivera   | 21 mars 1996 (25 ans)     | Ineos Grenadiers | 2021  |
| Carlos Rodriguez | 2 février 2001 (20 ans)   | Ineos Grenadiers | 2023  |
| Luke Rowe        | 10 mars 1990 (31 ans)     | Ineos Grenadiers | 2023  |
| Pavel Sivakov    | 11 juillet 1997 (24 ans)  | Ineos Grenadiers | 2023  |
| Iván Sosa        | 31 octobre 1997 (24 ans)  | Ineos Grenadiers | 2021  |
| Ben Swift        | 5 novembre 1987 (34 ans)  | Ineos Grenadiers | 2021  |
| Geraint Thomas   | 25 mai 1986 (35 ans)      | Ineos Grenadiers | 2021  |
| Dylan van Baarle | 21 mai 1992 (29 ans)      | Ineos Grenadiers | 2022  |
| Cameron Wurf     | 3 août 1983 (38 ans)      | Ineos Grenadiers | 2021  |
| Adam Yates       | 7 août 1992 (29 ans)      | Mitchelton-Scott | 2022  |

## Champions nationaux, continentaux et mondiaux
| Date              | Course                                              | Maillot | Coureurs      | Pays        | Lieu    |
| ----------------- | --------------------------------------------------- | ------- | ------------- | ----------- | ------- |
| 19 septembre 2021 | Championnats du monde - Contre-la-montre individuel |         | Filippo Ganna | Belgique    | Bruges  |
| 14 octobre 2021   | Championnats de Grande-Bretagne du contre-la-montre |         | Ethan Hayter  | Royaume-Uni | Lincoln |
| 17 octobre 2021   | Championnats de Grande-Bretagne sur route           |         | Ben Swift     | Royaume-Uni |         |